# Érionite
L'érionite est un minéral découvert en 1898, appartenant au groupe des silicates, sous-groupe des tectosilicates et à la famille des zéolithes.
Il aurait un effet de cancérogénicité C1 (effet cancérogène démontré chez l'humain en tant que source de mésothéliome, comme l'amiante).